# علم قراتشاي - تشركيسيا
أعتمد علم قراتشاي - تشيركيسيا (بالروسية: Флаг Карачаево-Черкесия)(بkrc: Къарачай Черкесияны Байрагъы)‏
(بالقبردينية: Къэрэшей-Шэрджэсым и нып) في 3 شباط - فبراير من عام 1994.

## معنى الوان العلم
- الأزرق: يرمز إلى السلام والهدوء.
- الأخضر: يرمز إلى الطبيعة، الخصوبة والثروة.
- الأحمر: يرمز إلى الدفئ ووحدة الشعب في جمهورية قراتشاي - تشيركيسيا.
- صورة الشمس التي تشرق من خلف قمم الجبال المغطاة بالثلوج الموجودة في وسط الشريط الأخضر من العلم فهي ترمز إلى المناظر الطبيعية في البلاد.

## الألوان
| المخطط                | الأزرق      | الأخضر      | الأبيض     | الأصفر     | الأبيض      |
| --------------------- | ----------- | ----------- | ---------- | ---------- | ----------- |
| سيان ماجنتا أصفر أسود | 100-31-0-18 | 100-0-61-56 | 0-88-97-12 | 0-30-100-0 | 0-0-0-0     |
| ألوان الويب           | #0091D1     | #00712C     | #E11A07    | #FFB200    | #FFFFFF     |
| أحمر أخضر أزرق        | 0-145-209   | 0-113-44    | 225-26-7   | 255-178-0  | 255-255-255 |